# Weißblättriger Weichritterling
Der Weißblättrige Weichritterling (Melanoleuca leucophylloides) ist eine Pilzart aus der Familie der Ritterlingsverwandten (Tricholomataceae).

## Merkmale

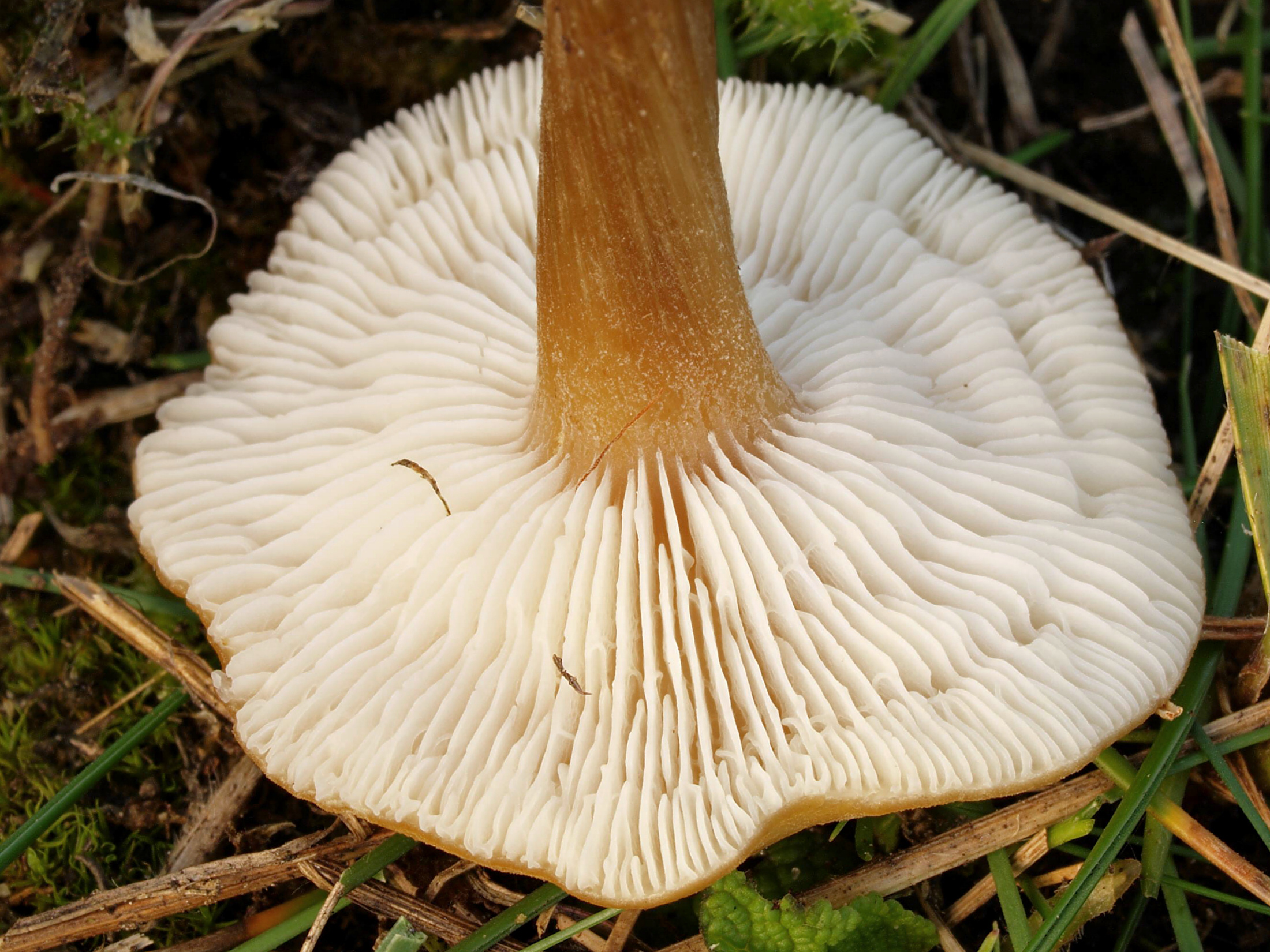
Die Hutunterseite des Weißblättrigen Weichritterlings zeigt deutlich querverbundene Lamellen.

### Makroskopische Merkmale
Der gewölbte Hut des Weißblättrigen Weichritterlings misst (3–) 5–7 cm im Durchmesser und besitzt einen mehr oder weniger verbogenen Rand. Die Huthaut ist kahl, bisweilen glänzend und ihre Farbe sehr variabel. Das Spektrum reicht von schwärzlich-rußbräunlich, das schmutzig-sepia ausblassen kann, über bronze- bis milchkaffeefarben oder aderig schmutzig oliv. Im Kontrast dazu stehen die rein weißen Lamellen. Sie stehen wenig gedrängt und sind ausgebuchtet am Stiel angewachsen. Auch das Sporenpulver ist weiß. Der Stiel ist 5–8 × 0,4–1 cm groß, plus/ minus dunkel faserig gestreift und oben blass gefärbt. Während die Oberfläche bei der Typusvarietät nicht bepudert ist, hat die Varietät pruinatipes Bon & Moreno 1980 gänzlich bereifte Stiele. Das Fleisch in der Stielrinde ist gleichfarben, im Inneren jedoch blass.

### Mikroskopische Merkmale
Die Sporen entsprechen dem rasilis-Typ und sind 6–7 (–8,5) × 5–6 (–6,5) µm groß. Zerstreut kommen brennhaarförmige Zystiden vor. Sie besitzen einen mehr oder weniger langgestreckten oder verbogenen Hals und manchmal einen unförmigen Bauch. Dazu können an den Lamellenschneiden einige keulige oder lappige Haare auftreten. Die Hutdeckschicht besteht aus wirren, 5–8 (–10) µm breiten Hyphen mit veränderlichen oder stumpfen, freien und manchmal kurzgliedrigen Enden. Am Stiel befinden sich unter dem Lamellenansatz kurze Haare und einige Kaulozystiden.

## Ökologie und Verbreitung
Wie alle Arten der Gattung lebt auch der Weißblättrige Weichritterling saprotroph. Er wächst auf Sandböden im Gras, manchmal unter Kiefern oder Grün-Eichen. In Deutschland sind zwei Funde aus Südbayern bekannt: im Münchener Umland auf einer extensiv bewirtschafteten Parkfläche in einem Fichten-Mischwald unter Stiel-Eiche und bei Augsburg auf einer mageren Glatthafer-Salbei-Wiese mit kalkhaltigem Boden. In Italien wurde ein Fund aus Teramo/ Torrente Vezzola dokumentiert. Dort wuchs der Weißblättrige Weichritterling an einem Fluss zwischen Weiden und anderen Bäumen auf feuchtem Kiesboden.

## Systematik
Marçel Bon beschrieb das Taxon ursprünglich im Jahre 1973 als Varietät leucophylloides von Melanoleuca rasilis. 1980 erhob der französische Mykologe den Pilz via Umkombination auf Artrang.